# Cosmarium ralfsii
Cosmarium ralfsii  là một loài Song tinh tảo trong họ Desmidiaceae, thuộc chi Cosmarium.